# Budokwai
Il  Budokwai (武道会?, budōkai, "La Via della Società della Cavalleria") è una società di judo britannica. Fu il primo club di judo in Europa, con adesione aperta al grande pubblico.

## Storia
Il 26 gennaio 1918, Gunji Koizumi, un artista marziale giapponese da tempo residente in Inghilterra, aprì questo dojo al n. 15 di Lower Grosvenor Place, Victoria, Londra, SW1. Il primo istruttore capo fu Yukio Tani, che si era stabilito a Londra nel 1900 ed aveva inizialmente insegnato judo e jujitsu nel Bartitsu Club di Edward William Barton-Wright.
Nel luglio 1920, il dottor Kanō Jigorō (il fondatore del judo) visitò il Budokwai. Un membro di nome Tanabe ricevette il suo primo dan, diventando la prima cintura nera del Budokwai formatasi all'interno della palestra. Tani e Koizumi furono promossi a nidan.
Nell'agosto 1933, il Budokwai divenne una filiale provvisoria del Kōdōkan.
Dopo trentacinque anni, il Budokwai si trasferì al n. 4 di Gilston Road, South Kensington, Londra, SW10 9SL. I nuovi locali furono ufficialmente inaugurati dall'ambasciatore giapponese nel Regno Unito.
Il Budokwai è il club di judo da più tempo in attività in Europa ed è frequentato da alcuni dei migliori judoisti britannici: ad esempio qui si allenano i membri dell'attuale squadra olimpica di judo del Regno Unito, tra i quali Winston Gordon.
Soci famosi comprendono:
- Neil Adams
- Brian Jacks
- Angelo Parisi

Istruttori famosi:
- Katsuhiko Kashiwazaki
- Yasuhiro Yamashita
- Raymond Stevens